# Evangelischer Waldfriedhof Altenböddeken
Der Evangelische Waldfriedhof Altenböddeken liegt in der Nähe des Weilers Altenböddeken bei Wewelsburg im Kreis Paderborn. Er wird von der evangelischen Kirchengemeinde Büren getragen und von einem Bürener Bestattungshaus verwaltet. Es dürfen aber auch Konfessionslose oder Menschen anderer Religionen dort beerdigt werden. Der Friedhof umfasst eine Fläche von insgesamt 9000 Quadratmetern. Eine Besonderheit des Friedhofs ist, dass die Gemeindegrenze zwischen Büren und Bad Wünnenberg genau durch den Friedhof verläuft.

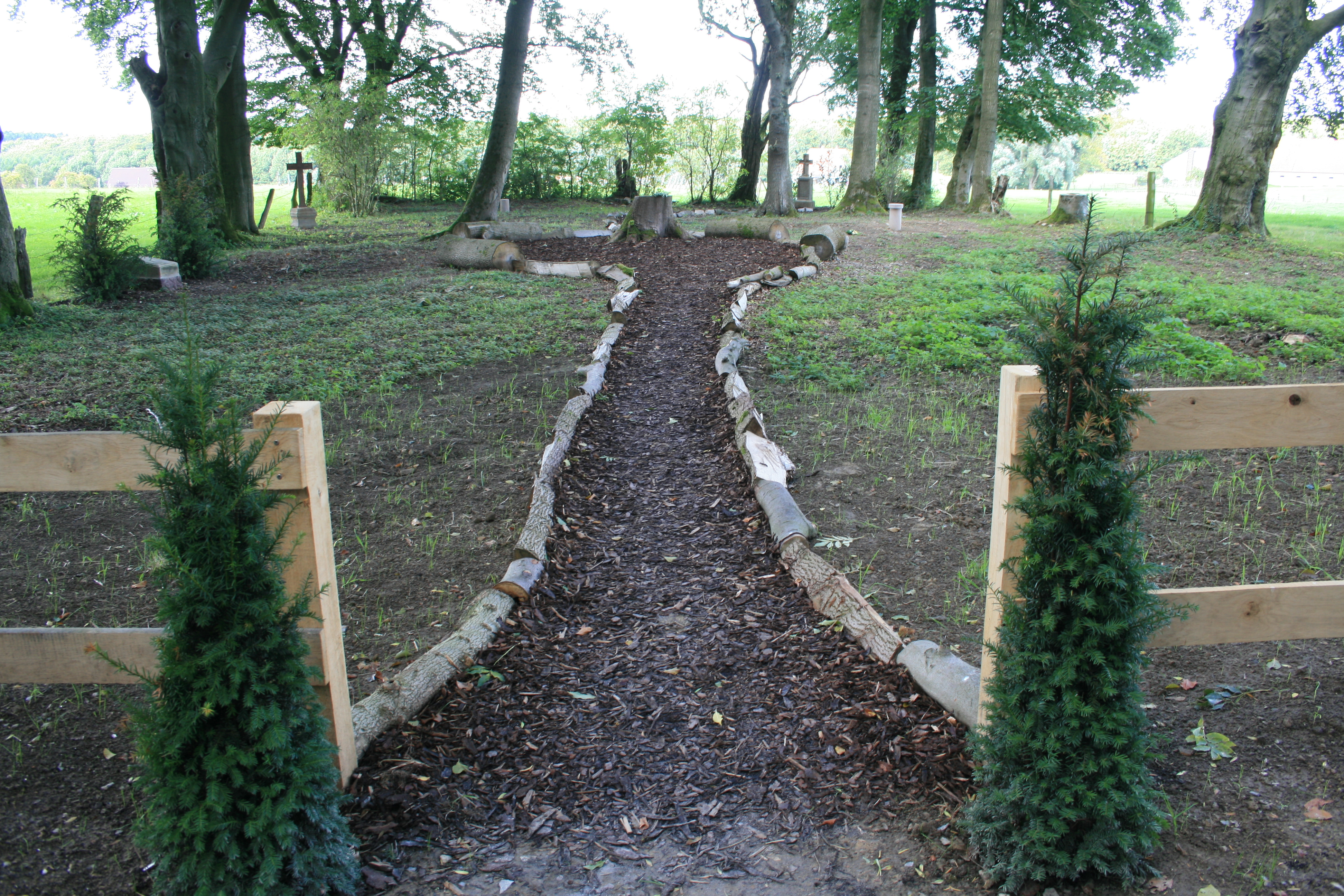
Der Evangelische Waldfriedhof Altenböddeken im Herbst 2008

## Geschichte
Der frühere Friedhof wurde schon 1854 für die protestantischen Arbeiter der Glashütte Altenböddeken errichtet. Da die meisten im Erzbistum Paderborn liegenden Friedhöfe der katholischen Bevölkerung vorbehalten waren, wurden auch nach der Schließung der Glasfabrik noch Menschen evangelischen Glaubens aus der Region, aber auch von weiter entfernten Orten, auf dem sogenannten Glasbläserfriedhof beigesetzt. Im Jahr 1928 fand die letzte Beerdigung statt. Bereits 1984 wurde überlegt, den Friedhof wieder zu öffnen. Diese Pläne wurden aber zunächst fallen gelassen und erst im August 2008 umgesetzt. Noch heute stehen einige der alten Grabmale des Glasbläserfriedhofs.

## Bestattung
Auf dem Friedhof werden ausschließlich organisch abbaubare Urnen beigesetzt. Auf ihm sollen bis zu 600 Urnen Platz finden. Der Toten wird mit einer Granitplatte gedacht, auf der Name und Geburtsdatum, wie Sterbedatum stehen. Diese Granitplatten werden auf zwei auf dem Gelände verteilte Sandsteinsäulen gelegt, die so in die Höhe wachsen. Die Ruhezeit beträgt vorerst 20 Jahre, kann aber verlängert werden.